# Wanda de Boncza
Wanda-Marie-Émilie Rutkowska dite Wanda de Boncza est une comédienne de théâtre française née le 8 mars 1872 dans le 17e arrondissement de Paris et morte dans le 8e arrondissement de Paris le 15 août 1902.

## Biographie
Wanda-Marie-Émilie Rutkowska est la fille de Gustave Rutkowski, voyageur de commerce et ancien officier polonais, et Anne Émilie Bojanowska.
Élève de Gustave Worms, elle obtient un premier prix de comédie en 1894 au conservatoire. Elle débute la même année au théâtre de l'Odéon avant d'intégrer la Comédie-Française le 3 novembre 1896. Remarquable par sa beauté, son jeu y sera jugé plutôt médiocre. Elle meurt de l'appendicite le 15 août 1902 et est enterrée le 18 à la 1ère division du cimetière parisien des Batignolles.

## Carrière théâtrale
- Le Marquis de Priola (1902) de Henri Lavedan - Mme Le Chesne
- Alkestis (1900) de Georges Rivollet - Alkestis
- La Conscience de l'enfant (1899) de Gaston Devore - Eva
- Struensée (1898) de Paul Meurice - Christel
- Pour la couronne (1895) de François Coppée - Militza